# Mike Tyson
Pour les articles homonymes, voir Tyson.
Michael Gerard Tyson, dit Mike Tyson, né le 30 juin 1966 à New York dans l'arrondissement de Brooklyn, est un boxeur américain. 
Durant sa carrière, Tyson a été champion du monde en catégorie poids lourds et il reste le plus jeune boxeur de cette catégorie à avoir remporté un titre mondial, à 20 ans, 4 mois et 23 jours, contre Trevor Berbick.
Surnommé « Kid Dynamite » (« Le Garçon Dynamite ») ou « Iron Mike » (« Mike de Fer »), Tyson remporte ses 19 premiers combats professionnels avant la limite de temps, dont 12 dans la première reprise. Après avoir remporté le titre World Boxing Council (WBC) en 1986, le titre World Boxing Association (WBA) en mars 1987, en août de la même année il remporte le titre International Boxing Federation (IBF) et devient champion du monde incontesté des poids lourds. Il conserve ses ceintures durant trois ans, avant de perdre son premier combat, ainsi que ses titres, en 1990, contre James Buster Douglas, pourtant donné sur le papier largement perdant.
En 1992, après avoir plaidé non coupable, Tyson est condamné à une peine de six années de prison après avoir été jugé coupable de viol sur Desiree Washington. Bénéficiant d'une libération conditionnelle pour bonne conduite, Tyson sort de prison en 1995 et reprend la boxe. Il remporte les titres de la World Boxing Association et de la World Boxing Council avant de perdre contre Evander Holyfield en 1996 par arrêt de l'arbitre à la 11e reprise. Le match revanche en 1997 est arrêté et Tyson disqualifié pour avoir mordu et arraché un bout de l'oreille de Evander Holyfield.
En 2002, à l'âge de 35 ans, il combat à nouveau pour le titre, mais perd par KO face à Lennox Lewis. En août 2003, il se déclare en faillite, après avoir pourtant gagné près de 300 millions de dollars sur les rings au cours de sa carrière. Il se retire de la compétition en juin 2005, à 39 ans, après avoir essuyé deux défaites consécutives contre Danny Williams et Kevin McBride.
Mike Tyson a marqué l'histoire de la boxe par son parcours hors du commun et les esprits par son comportement, sur et en dehors des rings.

## Jeunesse et carrière amateur
Né en 1966 à Brooklyn, Mike Tyson passe une jeunesse difficile dans le ghetto de Brownsville. La violence y est présente jusque dans la relation entre sa mère et son beau-père.
Il révèlera en 2014 avoir également été enlevé et abusé sexuellement à sept ans par un inconnu.
Dès l'âge de huit ans, il tombe dans la petite délinquance. À la suite de plusieurs délits, il est placé à la Tryon School, une maison de correction de Johnstown où il est remarqué par le gardien Bobby Stewart, ancien boxeur et ancien vainqueur des Golden Gloves de 1974 en mi-lourds, à qui n'échappent pas les capacités athlétiques de Tyson. À l'âge de 12 ans, il se serait déjà fait arrêter plus de 40 fois. Âgé de 13 ans, il pèse déjà 80 kg. Stewart fait placer Tyson dans l'établissement de Cus D'Amato, ancien entraîneur des champions Floyd Patterson et José Torres, reconverti dans l'aide aux jeunes défavorisés, auxquels il enseigne la boxe. Sous la tutelle de D'Amato qui devient un père spirituel pour lui, Tyson vit à Catskill à partir de 1979 et devient rapidement le meilleur élève de l'entraîneur septuagénaire, qui lui prédit que « S'il travaille dur, il sera un jour champion du monde des poids lourds ».
En 1981, lors de la finale du tournoi olympique junior des États-Unis, catégorie des poids-lourds, il met KO Joe Cortez dans le premier round après seulement huit secondes de combat. Il sortira vainqueur de ce tournoi en 1981 et 1982. En 1983, il échoue en finale des golden gloves dans la catégorie des super-lourds battu par Craig Payne (qui avait également battu le Cubain Teófilo Stevenson, triple champion olympique dans la catégorie des poids-lourds). Cette même année, Tyson remporte le tournoi des poids-lourds dans le Fair-state de l'Ohio et sera champion de la catégorie des poids-lourds des moins de 19 ans, performance qu'il rééditera en 1984, cette même année il remporte les golden gloves dans la catégorie des poids-lourds. Pourtant, il est battu aux points en finale des sélections olympiques par Henry Tillman, et le combat revanche entre les deux hommes donnera le même résultat.
Pour Tyson, la déception fut complète lorsque ce fut Tyrell Biggs (champion du monde des poids super-lourds à Munich en 1982 et médaillé d'argent lors des jeux panaméricains de 1983) qui fut choisi pour représenter les États-Unis dans la catégorie des super-lourds. Tyson se consola en remportant la médaille d'or lors du tournoi de Tampere en Finlande dans la catégorie des poids-lourds.
L'année suivante après avoir disputé 54 combats amateurs pour 48 victoires et 6 défaites, Tyson passe professionnel, sous le management de Jim Jacobs et de son associé Bill Cayton.

## Carrière de boxeur professionnel

### Ascension fulgurante
Mike Tyson fait ses débuts comme boxeur professionnel le 6 mars 1985. Il boxe tout au long de l'année, principalement dans les alentours de New York et d'Atlantic City, et bat la totalité de ses 19 premiers adversaires avant la limite, dont 12 à la 1re reprise. Il reçoit son premier surnom, Kid Dynamite, et la presse se fait l'écho du nouvel élève de Cus D'Amato. Le mentor du futur champion meurt le 4 novembre 1985 à 77 ans à la suite d'une pneumonie. Il n'aura pas l'occasion de voir les principaux exploits de son 3e et dernier champion du monde. Tyson est alors entraîné par Kevin Rooney, un autre boxeur de D'Amato.
Avec son 1,78 m Mike Tyson est pour un poids lourds d'une taille relativement modeste. Son style ressemble donc à ceux de Rocky Marciano et Joe Frazier, champions limités par leur taille. En revanche, avec une masse de 100 kg, il reste dans la norme de la catégorie. Une grande force de frappe, agressivité, rapidité, une grande précision alliée d'un bon coup d'œil, des esquives de grande qualité, des enchaînements dévastateurs et des réflexes excellents feront des étincelles pendant la moitié de sa carrière. Son image est également marquante : vêtu d'un short noir et de chaussures basses en cuir noir, sans chaussettes, sans peignoir, avec une coupe de cheveux militaire, Tyson terrorise la plupart de ses adversaires par son look de gladiateur invincible et effrayant mettant en avant son torse musclé. Il est aussi un grand adepte du Dempsey roll (une technique inventée par le boxeur Jack Dempsey).
C'est en 1986 que sa carrière prend tournure. Le public vient assister en masse à ses combats, le boxeur apparaît dans des émissions de télévision, des revues lui accordent des articles. Ce sportif qui n'a pas 20 ans perçoit déjà des centaines de milliers de dollars pour la diffusion de ses combats sur des chaînes télévisées. Le 16 février, Mike Tyson affronte son premier adversaire sérieux : Jesse Ferguson, qui ne compte qu'une seule défaite et a remporté l'année précédente le tournoi poids lourds ESPN de l'Est des États-Unis. Tyson envoie Ferguson au tapis durant la 5e reprise. Celui-ci multiplie ensuite les accrochages dans la reprise suivante avant que l'arbitre ne le disqualifie pour non-combativité.
Au mois de mai, il affronte James Tillis (en), qui parvient à éviter et contenir les charges furieuses caractéristiques du boxeur de Catskill dans les premières reprises, mais va au tapis à la fin de la 4e, après un coup esquivé par Tyson qui le contre par un crochet du gauche. Tillis se montre plus actif que son adversaire dans les dernières reprises. Tyson remporte ce combat aux points 6-4, 6-4 et 8-2 pour le 3e juge. Tillis est le premier à tenir la distance contre Tyson qui avait toujours gagné avant la limite. Deux semaines plus tard, Tyson est confronté à Mitch Green au Madison Square Garden de New York ; ce dernier vient combattre contre sa volonté sous la menace d'une suspension de sa licence de boxeur car il ne voulait plus combattre, estimant son cachet largement inférieur à Tyson. Il remporte haut la main ce combat même si son rival est encore debout à la fin de la dernière reprise. Green est son premier adversaire à ne pas aller à terre.
Toujours en 1986, un tournoi est organisé à Las Vegas pour réunifier le titre poids lourds entre les trois champions des trois fédérations concurrentes. Tyson n'y est pas convié. Jugé trop jeune par les promoteurs du tournoi (dont Don King), qui se méfient surtout de sa force explosive et de l'effet néfaste qu'elle pourrait produire sur leurs favoris, ils empêchent sa participation. Le directeur de la chaîne HBO, qui finance le tournoi, les contraint à accepter sa présence. Il tient absolument à faire participer ce boxeur médiatique qui est devenu la nouvelle bonne affaire de la catégorie au cours de l'été. Le 26 juillet, Tyson bat en 30 secondes Marvis Frazier, le fils de Joe Frazier, qui n'avait concédé qu'une seule défaite (contre Larry Holmes). Le 17 août, il met KO José Ribalta (23 victoires et 3 défaites) en l'envoyant au sol dans les 2e, 8e et 10e reprises.

### Réunification du titre
Le tournoi débute le 6 septembre 1986 avec à l'affiche le combat de Michael Spinks qui défend son titre International Boxing Federation (IBF). En sous carte, Iron Mike se mesure à Alfonso Ratliff, un ancien champion du monde des lourds-légers qu'il bat en deux reprises.
Il entre ensuite dans l'histoire de la boxe le 22 novembre 1986 par sa victoire contre Trevor Berbick, le champion World Boxing Council (WBC), par un KO expéditif et spectaculaire. Dès la première reprise, le jeune rival impose sa force par des échanges de coups violents. Dans les premières secondes de la 2e reprise, un enchaînement brutal envoie Berbick au sol. À moins d'une minute de la fin de la reprise, il retourne à terre. Secoué, le boxeur canadien se redresse pour retomber contre les cordes où il percute deux photographes. Se redressant à nouveau, Berbick retombe aux pieds de l'arbitre. Dans un ultime effort, il se relève et l'arbitre voyant son incapacité à reprendre le combat déclare Tyson vainqueur.
À moins de 20 ans et 5 mois, Mike Tyson devient le plus jeune champion du monde des lourds, (mais d'une seule fédération), battant ainsi le record de précocité détenu par Floyd Patterson, l'autre grand champion de Cus D'Amato.
Tyson est nommé boxeur de l'année 1986 avec un palmarès de 28 combats et autant de victoires, dont 26 KO.
Le 7 mars 1987, l'Américain affronte James Smith qui détient le titre World Boxing Association (WBA). Smith, en s'accrochant tout au long du combat à Tyson, l'empêche de développer sa boxe. Tyson glisse au sol par inadvertance lors d'un accrochage et n'arrive pas à trouver de tactique efficace contre Smith. Le jeune champion montre même des signes de frustration entre les 7e et 8e reprises. Smith tient jusqu'à la limite et perd aux points contre Tyson, qui a gagné presque toutes les reprises d'un combat qui reste la plus large victoire aux points de sa carrière.
Il ne lui reste plus qu'à récupérer le titre IBF perdu sur tapis vert par Michael Spinks. Le 30 mai, un combat entre Tony Tucker et James Douglas est organisé pour désigner le successeur de Spinks. Jacobs, le promoteur de Tyson, place son champion à l'affiche et lui oppose Pinklon Thomas, l'ancien champion WBC qui ne compte qu'une seule défaite. Le 30 mai, Tyson malmène Pinklon Thomas dès la 1re reprise. Le rival résiste dans les reprises suivantes, en posant des problèmes à Tyson avec son jab. Néanmoins, à la 6e reprise Thomas est touché en sortie de corps-à-corps par un crochet droit au corps suivi d'un uppercut droit au menton. Tyson poursuit avec un impitoyable enchaînement dévastateur de 16 coups qui terrasse son adversaire, et oblige l'arbitre à mettre fin à la rencontre.
Le tournoi prend fin le 1er août 1987 par le combat de réunification du titre entre Tyson et Tony Tucker qui vient de s'emparer du titre IBF. Les deux champions, invaincus, iront jusqu'à la limite des 12 reprises. Tucker est le boxeur qui a été le plus proche de la victoire contre Mike Tyson à son apogée. À la première reprise, le champion IBF délivre de bons coups que Tyson encaisse sans broncher mais il reste sur la défensive et subit la pression du jeune champion. Pendant les premières reprises, mobile et adroit, il gêne son rival et évite ses charges furieuses mais en fait trop peu pour inquiéter son adversaire. De plus, Tucker se fracture la main au quatrième round.
Tyson, déclaré vainqueur aux points à l'unanimité, réunifie ainsi le titre de champion du monde des lourds.

### Champion incontesté
Tyson est devenu riche et célèbre à l'issue du tournoi. Le seul adversaire pouvant a priori l'inquiéter est l'ancien champion invaincu Michael Spinks qui a détenu le titre International Boxing Federation (IBF) de 1985 à 1987. Celui-ci craint le nouveau champion et n'est pas pressé de l'affronter, ce qui oblige Tyson à se rabattre sur d'autres adversaires.
Jim Jacobs organise un combat contre Tyrell Biggs, ancien médaillé d'or olympique mais qui ne compte que 15 combats contre des adversaires modestes alors que Tyson a à son actif 31 victoires. Biggs, connaissant des problèmes de toxicomanie, suit alors une cure de désintoxication. Cet affrontement, sportivement illogique, est voulu par Jacobs car le montant proposé par les managers de Biggs lui permettra plus facilement d'organiser le combat contre Spinks, combat annoncé comme le plus cher de l'histoire de la boxe. Tyson, pour sa part, déteste Biggs qui a été sélectionné à sa place pour représenter les États-Unis dans la catégorie des super-lourds aux Jeux olympiques de Los Angeles en 1984 et a remporté la médaille d'or.
Iron Mike fait durer le combat et prend plaisir à malmener Biggs avant que celui-ci ne s'écroule contre les cordes, la tête en dehors du ring. Tyson, qui avait accompli tous ses combats du tournoi de réunification au casino Hilton de Las Vegas, boxe à cette occasion à Atlantic City dans le casino Trump Plaza du richissime Donald Trump. En concurrence avec Las Vegas, ses établissements accueilleront les principaux combats de Tyson pendant son règne.
En 1988, Tyson atteint son apogée. Il affronte et bat l'ancien champion du monde Larry Holmes le 22 janvier, (en 1986 déjà, après la victoire de Tyson contre Marvis Frazier, Jim Jacobs, le manager de Tyson, avait annoncé qu'il était en pourparlers avec le camp de Larry Holmes en vue d'organiser un combat entre les deux hommes, mais les négociations n'avaient finalement pas abouti). Holmes compte 17 ans de plus que Tyson ; il n'a pas boxé depuis deux ans et a pris du poids ; malgré cela, il demeure un habile technicien. L'adolescent Tyson en larmes, a fait la promesse 7 ans plus tôt à Mohamed Ali, le lendemain de sa défaite du 2 octobre 1980 contre Holmes, de venger son idole (Ali était une de ses idoles parmi tant d'autres boxeurs). Ce soir-là, Tyson est motivé par le rappel de cette promesse par Ali en personne, qui monte sur le ring lors de la présentation des boxeurs et lui souffle à l'oreille : « Bats-le pour moi ». Pour l'unique fois de sa carrière, Holmes perd avant la limite à la 4e reprise après avoir été envoyé trois fois au tapis.
En attendant le combat contre Spinks, Tyson se rend à Tokyo où il est très populaire. Il y affronte Tony Tubbs ancien champion WBA qui ne compte qu'une seule défaite mais qui n'est pas suffisamment affûté pour lui offrir une résistance sérieuse. Tubbs s'écroule à la 2e reprise, affaibli par les nombreux crochets au corps du champion.
Au retour de Tyson du Japon, son manager Jacobs (qu'il considérait comme son grand frère) meurt. Il est remplacé par son bras droit, le financier Bill Cayton, que Tyson n'apprécie pas. Une lutte de pouvoir s'engage alors entre Cayton et Don King pour le contrôle du champion.
Tyson affronte finalement Spinks le 27 juin 1988 au Trump Plaza pour 20 millions de dollars (un record). Tyson mettra KO son adversaire apeuré en 1 minute et 31 secondes de combat. Ce combat est considéré[Par qui ?] comme la plus grande performance de Tyson qui a alors atteint son apogée[réf. souhaitée].

### Première chute, perte des titres et emprisonnement
La supériorité de Tyson sur le ring semble évidente, mais l'homme à la personnalité tourmentée fait souvent la une des journaux à scandales : problèmes conjugaux (il vit mal son divorce avec Robin Givens, prononcé le 14 février 1989), disputes, bagarres… À cette même période, il signe le 16 août 1988 un contrat avec le promoteur Don King, peu soucieux des intérêts du boxeur et uniquement attiré par l'argent. Il renvoie aussi son entraîneur Kevin Rooney en décembre 1988. Tyson prend également deux nouveaux managers, Rory Holloway et John Horne.
Après le combat contre Spinks, on envisage une tournée mondiale pour Tyson : dans la Wembley Arena de Londres contre le Britannique Frank Bruno, particulièrement populaire dans son pays ; au carnaval de Rio contre le Brésilien Adílson Rodrigues (en) ; à Milan contre le premier détenteur de la ceinture WBO des poids-lourds, (encore non reconnue à l'époque), Francesco Damiani, médaillé d'argent aux Jeux olympiques d'été de 1984 dans la catégorie des super-lourds ; à Pékin contre l'ancien champion George Foreman et surtout à Atlantic City contre Evander Holyfield, champion incontesté des lourds-légers qui vient de passer dans la catégorie supérieure. Mais les problèmes personnels de Tyson empêchent cette tournée planétaire. Le combat contre Bruno prévu en octobre 1988 à Londres est reporté en février 1989 à Las Vegas à cause des multiples affrontements judiciaires entre Don King et Bill Cayton pour contrôler le champion.
Frank Bruno, malgré un bon palmarès, a fini KO devant Tim Witherspoon et James Smith. Ses chances de l'emporter contre Iron Mike semblent minces. La presse lui prédit une défaite cuisante. Cela semble se confirmer dans les premiers instants du combat où Bruno se retrouve rapidement au tapis. Cependant, il se relève et essaye tant bien que mal de rendre coup pour coup à Tyson dont la défense paraît moins efficace qu'auparavant. Il parvient notamment à faire chanceler Tyson en délivrant un crochet du gauche à la fin du round, mais Tyson récupère rapidement et Bruno ne réussit pas à placer davantage de coups décisifs. À la fin de la deuxième reprise, Tyson semble être en mesure d'en finir à la suite d'une droite qui sonne le challenger, mais l'imprécision des coups qui suivent permettent à ce dernier de se reprendre. Vers le milieu de la 5e reprise, Tyson atteint Bruno d'un puissant crochet gauche, puis le malmène jusqu'à la fin du round. Bruno alors acculé dans les cordes, est logiquement stoppé à la suite d'une série dévastatrice de crochets et d'uppercuts de Tyson, qui le laisse groggy mais toujours debout. Les journalistes notent dès lors une régression technique dans le style de Tyson : on lui reproche de n'appliquer que sporadiquement son style « peek-a-boo » basé sur les réflexes défensifs et les enchaînements rapides, d'utiliser moins fréquemment son jab pour créer des ouvertures, de viser moins le corps de ses adversaires, et de privilégier un style plus classique où il cherche simplement le coup dur.
Après un succès contre Carl Williams par KO à la 1re reprise le 21 juillet 1989 (Williams est arrêté de manière controversée à la suite d'un fulgurant crochet du gauche le propulsant la tête presque en dehors des cordes), Tyson doit normalement affronter le 18 novembre 1989 son challenger officiel Donovan Ruddock, champion du Canada des poids-lourds 1988 à Edmonton dans la province canadienne d'Alberta, mais le match est reporté puis annulé en raison du fait que Tyson souffre de douleurs à la poitrine. Au lieu d'affronter Ruddock, Tyson combat James Buster Douglas, un autre boxeur de Don King qui, bien qu'inconnu du grand public, a disputé en 1987 un championnat du monde International Boxing Federation (IBF) contre Tony Tucker (qui l'emporte au 10e round, après un combat très équilibré), précédant six combats et autant de succès de Douglas, notamment, contre l'ancien champion du monde Trevor Berbick et contre Oliver McCall (futur champion du monde World Boxing Council (WBC), en 1994). Douglas est alors classé parmi les meilleurs boxeurs mondiaux : no 2 selon l'IBF, no 3 pour la WBC et no 4 pour la World Boxing Association (WBA).
Le combat a lieu à Tokyo au Japon, le 11 février 1990. À la surprise générale, Tyson, hors de forme, est dominé par ce challenger improbable qui ne semble nullement impressionné et a du mal à enchaîner, et ce même durant les premières reprises. Douglas, qui est bien préparé, dispose d'un avantage physique assez conséquent, soit une dizaine de centimètres et cinq kilos de plus. Différences qui ne suffissent pas cependant à justifier que Tyson soit dominé, ce dernier affrontant et l'emportant régulièrement sur des boxeurs plus grands que lui (mesurant moins de un mètre quatre-vingt, Mike Tyson est chez les lourds considéré comme un boxeur de petite taille). Mais Douglas utilise intelligemment et habilement cette supériorité physique et technique ; par son allonge il parvient à contenir Tyson et à le neutraliser dans les accrochages. Il touche de nombreuses fois Tyson et le blesse à l'œil durant le 5e round. L'équipe de coin du champion en titre s'attendant à une formalité pour ce combat, n'a pas pris les premiers soins, ce qui laisse Tyson handicapé par son œil, permettant à son adversaire de doubler ses coups dans les rounds suivants. Toutefois Douglas surpris par un uppercut du droit, est à terre à cinq secondes du terme de la 8e reprise. Il se relève difficilement bien que toujours lucide, alors que Tyson s'élance rapidement pour poursuivre le combat, mais le gong retentit. Au début de la 9e reprise, Tyson tente de profiter de l'effet de choc précédent pour en finir, mais Douglas le tient à distance, et parvient à revenir dans le combat avec une série de neuf coups. Tyson réplique avec une droite en contre qui fait vaciller Douglas. Toutefois, celui-ci prend définitivement l'avantage à la fin du round et martèle sévèrement Tyson, qui encaisse sans répliquer, dans ce qui constitue le meilleur round du combat. À la 10e reprise, Douglas l'envoie à terre pour la première fois de sa carrière sur un uppercut suivi de deux crochets et deux directs. Compté, Tyson, marchant à terre, récupère son protège-dents et se relève difficilement et trop tard. L'arbitre arrête le combat, Tyson connaît sa première défaite en professionnel.
Après le combat, l'IBF reconnait Douglas champion. Mais Don King, soutenu par les présidents de la WBA et de la WBC, tente de faire annuler le résultat en faisant valoir que l'arbitre du combat, le Mexicain Octavio Meyran, a accordé un compte trop long de 14 secondes à Douglas lorsque celui-ci était à terre au 8e round, ce que est confirmé par la vidéo sans préciser toutefois qu'au 10e round, Tyson à terre avait profité lui aussi de quatre secondes supplémentaires. Lors de la conférence de presse d'après-combat, Octavio Meyran reconnaît (dans un premier temps), son erreur et avoue avoir ignoré le chronométreur et fait son compte personnel. Il change de version deux jours plus tard et déclare alors dans un entretien accordé à la télévision mexicaine ne pas avoir fait d'erreur et que les règles ne disent pas que l'arbitre doit regarder le chronométreur. À la suite de cette polémique, le président de la WBC José Sulaimán déclara (selon Meyran) que ce dernier n'arbitrerait plus jamais de championnats du monde ; il dirigera malgré tout un championnat du monde WBO des poids mouches entre Isidro Perez et Alli Galvez, à Acapulco le 3 novembre 1990, et arbitra encore quelques combats au Mexique avant de prendre sa retraite d'arbitre en 1994.
Finalement, le 13 février, la WBA et la WBC reconnaissent la victoire de Douglas, et ceci malgré le fait que le président de la WBC ait vu vingt fois de suite en vidéo l'épisode controversé du 8e round. Le lendemain, lors de leur retour à New-York, Don King et Tyson déclarent renoncer au titre et réclament une revanche. Ils pensent l'obtenir quand, le 12 février, le milliardaire Donald Trump, propriétaire du Trump Plaza, affirme avoir passé un accord avec le promoteur Don King pour organiser le match revanche entre Tyson et Douglas à Atlantic City le 18 juin 1990, date à laquelle Tyson aurait dû affronter Evander Holyfield. Le lendemain, le 13 février, Ken Sanders, le manageur d'Holyfield, indique à l'agence de presse Associated Press que son boxeur est prêt à se retirer et à laisser se faire la revanche Tyson-Douglas. Mais le manageur de Douglas, John Johnson, remet en cause cette possibilité et soutient que son boxeur ne défendra vraisemblablement pas son titre avant le mois de septembre. Le manageur de Douglas annonce finalement que ce dernier affrontera d'abord Evander Holyfield et qu'une revanche entre Tyson et Douglas n'aurait pas lieu avant février 1991.
Après cette défaite, Tyson met KO à la 1re reprise Henry Tillman, qu'il avait déjà rencontré au cours de sa carrière amateur. Don King est prêt à organiser la revanche contre James Douglas, mais celui-ci perd son titre le 25 octobre 1990 contre Evander Holyfield.
Tyson, en attendant un affrontement contre le nouveau champion, remporte des succès retentissants contre l'espoir Alex Stewart qu'il bat en une seule reprise après l'avoir envoyé trois fois au sol en décembre 1990 et Donovan Ruddock qu'il affronte en 1991. Tyson envoie Ruddock au tapis dans les 2e et 3e reprise. Le boxeur se relève et offre une belle résistance même s'il est largement dominé au cours des rounds suivants. Mais l'arbitre arrête le combat à la 7e reprise sur une série de Tyson - 5 crochets délivrés sans une réplique de son adversaire - au grand mécontentement du public et alors que Ruddock semble apte à continuer le combat.
La revanche est également remportée par Mike Tyson : c'est une réplique du précédent combat mais moins rapide et moins violent. Ruddock, après avoir été au sol dans les 2e et 4e reprises, tient la distance mais, sa mâchoire ayant été cassée dans la seconde reprise, il est handicapé par la douleur et ne résiste pas autant qu'au premier combat.
Après ces succès, Mike Tyson, qui montre toujours les mêmes lacunes techniques depuis le combat contre Frank Bruno (en cherchant à gagner sur un seul coup et en oubliant ses enchaînements rapides et ses esquives latérales), a une chance de récupérer son titre contre Evander Holyfield dans un championnat du monde prévu en novembre 1991.
Il n'aura pas lieu. Tyson est alors mis en cause par Désirée Washington, une jeune fille de 18 ans qui l'accuse de l'avoir violée dans une chambre d’hôtel à Indianapolis. Au terme de son procès, Tyson est jugé coupable et condamné, le 26 mars 1992, à une peine de six ans d'emprisonnement. Incarcéré à Plainfield dans l'Indiana, le champion se convertit à l'islam durant sa détention. Libéré pour bonne conduite, il recouvre sa liberté le 25 mars 1995.

### Retour et reconquête des ceintures WBC et WBA
Le retour de Mike Tyson est un évènement. Brassant des millions de dollars, l'hôtel MGM de Las Vegas paie une fortune à l'ex-champion pour l'exclusivité de ses prochains combats.
Pour son combat de retour, le 19 août 1995, il rencontre le modeste Peter McNeeley, un adversaire nettement moins expérimenté (qui n'a quasiment combattu que des adversaires faibles comptant plus de défaites que de victoires), mais tout de même classé 7e par la WBA. Mike Tyson est déclaré vainqueur au terme de la première reprise après la disqualification de ce dernier : les hommes de coin de McNeeley, inquiets pour leur boxeur qui a été mis deux fois au tapis en moins de 89 secondes, ont pénétré sur le ring afin de faire cesser le combat. Le public manifeste par des sifflets son mécontentement. Tyson ne se montre guère plus convaincant face à l'invaincu champion nord américain et 4e challenger mondial de l'IBF, Buster Mathis Jr. (en). Grâce à son style très élusif, Mathis parvient à esquiver pendant trois rounds les enchaînements d'Iron Mike, avant d'être finalement mis KO à la 3e reprise sur une série d'uppercuts du droit.
En 1996, dix ans après avoir conquis le titre WBC, Tyson le regagne dans une revanche très attendue contre Frank Bruno. Celui qui a réussi à bousculer quelque peu le champion à son apogée - et a d'ailleurs pris sept kilos de muscles supplémentaires par rapport au premier affrontement - se montre moins courageux cette fois, et est aisément battu en trois reprises. Tyson domine Frank Bruno, qui très souvent s'accroche et surtout, s'avère dépassé par la force et la vitesse d'exécution de son opposant. À la fin du premier round, un direct du droit ouvre l'arcade sourcilière gauche de Bruno. Au deuxième, ce sont deux crochets gauches qui le secouent, mais Bruno survit en s'aggrippant. L'arbitre Mills Lane déduit un point à Bruno à cause de ses accrochages répétés ; au début du troisième, il est même menacé de disqualification. Néanmoins, un enchaînement ininterrompu de treize coups pousse l'arbitre à arrêter le combat. Cette victoire réinstalle Mike Tyson au sommet de la hiérarchie des poids lourds, après deux combats de rentrée mitigés, et semble être la première marche à la réunification des titres.
Après ce succès, Tyson met en suspens la défense de cette ceinture, car son camp ne réussit pas à trouver un accord financier avec le camp du challengeur obligatoire Lennox Lewis. Pour qu'entre-temps, Tyson puisse se concentrer sur l'obtention des autres ceintures, Lennox Lewis se retire temporairement et est dédommagé à cette occasion à hauteur de 4 millions de dollars avec l'assurance de disputer ultérieurement le titre WBC.
Le 7 septembre 1996, Mike Tyson s'empare sans difficulté de la ceinture WBA aux dépens de Bruce Seldon qui finit KO à la première reprise après avoir été deux fois au sol, lui aussi complètement tétanisé. Les négociations avec Lennox Lewis étant toujours infructueuses (les deux boxeurs sont liés par leurs contrats télévisuels respectifs aux deux chaînes concurrentes Showtime et HBO, ce qui rend très compliqué l'organisation d'un combat entre eux), le 24 septembre, Mike Tyson renonce officiellement au titre WBC pour pouvoir affronter Evander Holyfield.

### Tyson contre Holyfield
Mike Tyson et Evander Holyfield se sont affrontés à deux reprises : une première fois le 9 novembre 1996 et une seconde fois le 28 juin 1997. Chaque rencontre a eu lieu au MGM Grand et a été remportée par Evander Holyfield.
Holyfield gagne une première fois par KO technique au 11e round ; à l'issue de cette rencontre, les deux boxeurs sont chacun élu boxeur de l'année et leur affrontement est élu combat de l'année.
Holyfield est déclaré vainqueur du second combat, après que Tyson, au 3e round, est disqualifié pour l'avoir mordu par deux fois à l'oreille.
Pour son comportement, Mike Tyson est condamné à payer à Holyfield 10 % de sa bourse (soit 3 millions de dollars) et se voit retirer sa licence pour un an. C'est l'une des plus lourdes suspensions de boxe avec celle infligée à Luis Resto en 1983.

### Second retour
En 1999, Mike Tyson effectue un nouveau retour, bien plus discret cette fois-ci, face à François Botha. En difficulté dans les premières reprises et paraissant émoussé, Tyson met Botha KO à la cinquième reprise. Il n’est plus aussi rapide que par le passé et combat désormais toujours au-delà des 100 kilos, mais son punch est resté intact. Il finit l'année par un combat contre Orlin Norris. À la fin du premier round, Tyson assène un crochet à Norris après que la cloche a sonné - au moment même où l'arbitre s'interpose pour séparer les deux hommes - et son adversaire se blesse au genou en tombant. L'arbitre pénalise Tyson de deux points avant de déclarer un no contest, Norris étant incapable de reprendre le combat. C'est la dernière fois que Tyson combat à Las Vegas. Les casinos, lassés de ses frasques, refusent d’organiser des combats avec lui.
Tyson remporte à nouveau des succès appréciables en 2000. À Manchester, où il est acclamé, il bat Julius Francis le 29 janvier par KO, l'ayant envoyé trois fois à terre au 2e round. À Glasgow le 24 juin, il envoie Lou Savarese à terre, quelques secondes après le début du combat, d'un crochet du gauche. Ce dernier se relève et l'arbitre donne le signal de la reprise du round. Une pluie de coups tombe alors sur Savarese acculé dans les cordes, qui ne fait que subir et ne riposte plus. L'arbitre veut arrêter le combat et tente de s'interposer, tandis que Tyson continue à donner des coups. Bousculé par un Tyson en pleine action qui veut encore en découdre, l'arbitre chute, puis parvient enfin à le stopper. Levant le bras de l'Américain, il le déclare vainqueur d'un combat qui a duré 38 secondes. Tyson pas plus que Savarese ne semblent comprendre la décision d'arrêter l'affrontement : Tyson de la main indique que son adversaire est debout et Savarese, qui apparait lucide, conteste aussi. Revenu aux États-Unis, il se mesure le 20 octobre à Andrew Golota qui abandonne après deux reprises, non sans avoir voyagé au tapis à la première. Cette victoire d'Iron Mike est déclarée nulle après un test d'urine de l'ex-champion où on retrouve des traces de marijuana. En 2001, il bat Brian Nielsen à Copenhague, dans ce qui constitue un éliminatoire pour le titre WBC. Après être allé au sol à la troisième reprise, ce dernier ne répond pas à l'appel du 7e round.

### Tyson contre Lewis
Tyson fait encore rêver les amateurs, et le 8 juin 2002, il rencontre Lennox Lewis à Memphis dans le Tennessee, les casinos de Las Vegas refusant d'organiser cette rencontre pourtant lucrative. Bien que jugé tardif, Mike Tyson ayant 35 ans et Lennox Lewis 36, ce combat est très attendu : il engrange à l'époque le record de gains pour un match de boxe. Tyson est pesé à 106 kilos, loin de son poids de forme. Malgré un bon début de combat, Tyson n'arrivera jamais à résoudre le problème d'allonge contre son adversaire. Il remporte le premier round, mais Lewis prend la main dès le suivant. À la fin du 3e round, l'arcade de Mike est déjà ouverte. Bientôt, Tyson est de moins en moins actif, et les accrochages se multiplient. À la 8e reprise, Tyson est compté par l'arbitre à la suite d'un uppercut du gauche de son adversaire. Un large crochet du droit de Lewis l'envoie à terre pour le compte à la fin de ce même round.

### Fin de carrière
Après son échec contre Lewis, Tyson ne se retire pas. Il combat plus rarement et se présente régulièrement sur le ring lesté de plusieurs kilos. Le 22 février 2003, il combat Clifford Étienne à Memphis. Dès la première minute du combat, il met son adversaire à terre d'un vif crochet du droit au menton. Ce sera sa dernière victoire en professionnel.
En 2004, il rencontre Danny Williams (en). Tyson révèlera dans son autobiographie avoir consommé de l'herbe et de la cocaïne en préparation de ce combat. Dans la première reprise, Tyson touche régulièrement son adversaire au corps. Au milieu du round, deux crochets du gauche de Tyson suivis d'un uppercut au visage font tituber Williams, qui tient bon toutefois. Tyson se blesse alors aux ligaments des genoux. De moins en moins actif au fil des rounds, à la 4e reprise, Williams enchaine près d'une vingtaine de crochets, Tyson va à terre. Par la suite, il déclara qu'il avait des difficultés à rester debout après sa blessure. Quatre jours après le combat, il subit une intervention chirurgicale au genou.
En 2005, il combat Kevin McBride. Malgré un bon début de combat, Tyson s’essouffle au fil des rounds. Accusant son âge, son manque de ring et son léger surpoids, il apparait fatigué à l'appel du 5e round. À la 6e reprise, Tyson est pénalisé de deux points par l'arbitre Joe Cortez pour un coup de tête jugé volontaire qui blesse à l'arcade McBride. Le round reprend et Tyson encaisse, dans les dernières secondes, plusieurs uppercuts qui le laissent assis le dos dans les cordes. Épuisé, Tyson peine à se relever et à rejoindre son coin. L’entraîneur de Tyson, Jeff Feneh, demande l’arrêt du combat au 7e round devant l'incapacité de son boxeur à reprendre le combat pour cause d'épuisement. Lucide face à cette défaite, Tyson se retire et se consacre à des exhibitions pour pouvoir payer ses dettes.

### Palmarès
- Titres professionnels
  - 2 fois champion des poids lourds de la World Boxing Council (WBC) (22 novembre 1986 - 11 février 1990 ; 16 mars 1996 - 24 septembre 1996).
  - 2 fois champion des poids lourds de la World Boxing Association (WBA) (7 mars 1987 - 11 février 1990 ; 7 septembre 1996 - 9 novembre 1996).
  - 1 fois champion des poids lourds de la International Boxing Federation (IBF) (1er août 1987 - 11 février 1990).

- Records et accomplissements
  - 58 combats professionnels : 50 victoires (dont 44 KO), 6 défaites et 2 sans décisions.
  - Le plus jeune champion du monde poids lourds de l'histoire de la boxe (20 ans, 4 mois et 23 jours).
  - Premier boxeur à réunifier un titre mondial des poids lourds après avoir remporté par décision unanime le titre IBF contre Tony Tucker le 1er août 1987 alors qu'il avait déjà remporté le titre WBC et le titre WBA contre James Smith.

- Titres amateurs
  - Vainqueur du championnat olympique junior en 1981 et 1982 (poids lourds).
  - Champion des poids lourds dans le Fair state de l'Ohio en 1983.
  - Champion des poids lourds des États-Unis des moins de 19 ans en 1983 et 1984.
  - Champion des Golden Gloves dans la catégorie des poids-lourds en 1984.
  - Médaillé d'or au tournoi des poids lourds à Tampere en Finlande en 1984.

Records en amateurs : 54 combats amateurs : 48 victoires, 6 défaites.

### Distinctions
- Boxeur de l'année Ring Magazine en 1986, 1988 et 1996.
- Introduction au WWE Hall of Fame en 2012.
- KO de l'année selon Ring Magazine
  - 1986 : Mike Tyson bat Trevor Berbick au 2e round.
  - 1988 : Mike Tyson bat Michael Spinks au 1er round.
  - 2002 : Lennox Lewis bat Mike Tyson au 8e round.
- Combat de l'année Ring Magazine
  - 1996 : Evander Holyfield bat par KO technique au 11e round Mike Tyson.
- Surprise de l'année Ring Magazine
  - 1990 : James Buster Douglas bat Mike Tyson par KO au 10e round.
  - 1996 : Evander Holyfield bat Mike Tyson au 11e round par arrêt de l'arbitre (KO technique).
- Évènement de l'année Ring Magazine
  - 1995 : Retour de Tyson.
  - 1998 : Rétablissement de Tyson.
  - 2002 : Bagarre lors de la conférence de presse du combat Lewis-Tyson.
- Champion Ring Magazine le 27 juin 1988.
- Membre de l'International Boxing Hall of Fame depuis 2011.

### Tyson dans l'histoire de la boxe

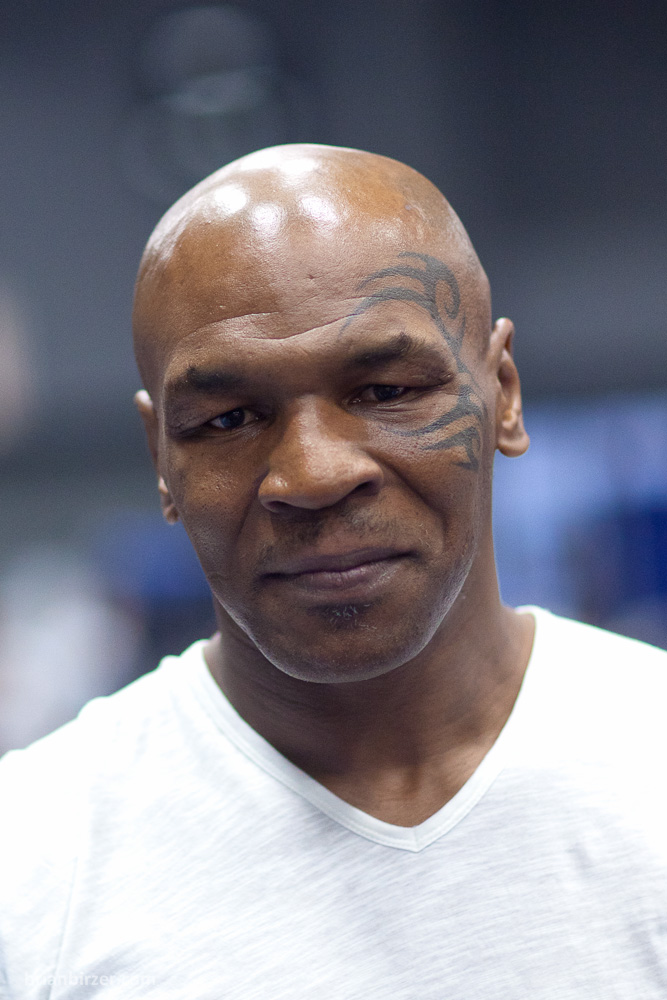
Mike Tyson en 2011.

Mike Tyson est l'une des icônes de la boxe. Son punch et ses victoires spectaculaires firent de lui le champion le plus riche de toute l'histoire de la boxe et le boxeur le plus adulé de la fin du XXe siècle.
Il laisse également le souvenir d'un sportif paradoxal : plus riche champion de l'histoire de ce sport[réf. nécessaire] (lors de l'année 1988, il a gagné plus d'argent que Mohamed Ali, Rocky Marciano, Joe Louis et Jack Dempsey réunis[réf. nécessaire]), il a fini complètement ruiné[réf. nécessaire]. Ayant eu une attitude sportive et correcte avec la majorité de ses adversaires, il fut toutefois bestial envers Evander Holyfield, sadique contre Tyrell Biggs, brutal avec Kevin McBride et extrêmement agressif envers Donovan Ruddock et Lennox Lewis avant de les affronter.
Mike Tyson est aussi célèbre pour ses tatouages : dans les années 1980, il fait inscrire son prénom sur son bras droit. Après son séjour en prison dans les années 1990, il se fait tatouer les portraits de Mao Zedong sur le bras droit et de l'ancien joueur de tennis Arthur Ashe (vainqueur de Wimbledon en 1975) sur le bras gauche. Plus tard, il placera sur son ventre les portraits de sa femme, de Che Guevara et de sa tigresse Kenya. Juste avant son combat contre Clifford Étienne en 2003 (sa dernière victoire), il monte sur le ring avec un tatouage sur le côté gauche de son visage. Il souhaitait compléter la deuxième partie de son visage, mais son épouse l'a convaincu de ne pas le faire.

## Boxe d'exhibition et combat depuis sa retraite sportive

### Retour en combat d'exhibition
Le 23 juillet 2020, Mike Tyson, 54 ans, annonce remonter sur le ring dans le cadre d'un combat d'exhibition à but caritatif, prévu le 12 septembre 2020 à Los Angeles face à son compatriote américain et ancien quadruple champion du monde Roy Jones Jr.. Le combat est finalement repoussé au 28 novembre (le weekend de Thanksgiving) afin de mieux communiquer autour de l'événement, et a lieu au Dignity Health Sports Park de Carson, en Californie,. Le combat se solde, au terme des huit rounds de deux minutes, par un match nul,.

### Combat contre Jake Paul
En octobre 2021, un combat entre Logan Paul et Mike Tyson est annoncé pour février 2022. En janvier 2022, c'est finalement une négociation en vue d'un combat contre Jake Paul, frère de Logan, qui est évoquée, et un temps démentie,, Tyson souffre d'une sciatique chronique,, qui semble empirer à ce moment,. La douleur l'empêche alors de marcher, et il est aperçu en fauteuil roulant à l’aéroport de Miami,,.
En 2024, Mike Tyson semble rétabli et annonce son intention de remonter sur le ring pour affronter Jake Paul, youtuber et boxeur âgé de 27 ans. Initialement, le combat doit avoir lieu le 20 juillet, mais est repoussé car Mike Tyson souffre alors d'un ulcère. Reporté au vendredi 15 novembre 2024, il se déroule au Texas et est télévisé la chaîne Netflix. Après deux premiers rounds durant lesquels Mike Tyson, âgé de 58 ans, peut rivaliser, il se montre ensuite peu mobile, et Jake Paul l'emporte à la décision unanime,.

## Sa vie extérieure à la boxe

### One-man-show
En 2012, Mike Tyson, légende des rings, présente sur les planches des cabarets américains dans de grandes villes tels que New York ou Las Vegas, un one-man-show où il raconte les hauts et les bas de sa carrière et de sa vie. Durant près de deux heures, l'ancien champion revient sur les épisodes les plus controversés de sa vie, mais aussi ses moments de gloire. Nommé « Sa vérité incontestée », le spectacle mis en scène par Spike Lee connait le succès, et la tournée se poursuit en 2013 avec l'espoir de faire une tournée à l'échelle mondiale.

### Comédie
En 2014, il se reconvertit dans la comédie et devient le « maître de cérémonie » d'une nouvelle émission de jeu télévisé, Friends Trip, qui sera diffusée en France sur la chaîne de la TNT, NRJ12. Ce jeu consiste à mettre aux prises quatre équipes d'amis et de proches, qui doivent s'affronter dans des épreuves physiques et ludiques aux quatre coins des États-Unis. Les joueurs voyagent à chaque épisode à bord d'une Chevrolet Camaro.
En 2023, il joue dans le film français Medellín, qui se déroule en Colombie.

### Films
| Année | Film                   | Rôle           |
| ----- | ---------------------- | -------------- |
| 1999  | Black and White        | Lui-même       |
| 2001  | Crocodile Dundee 3     | Lui-même       |
| 2006  | Rocky Balboa           | Lui-même       |
| 2009  | Very Bad Trip          | Lui-même       |
| 2011  | Very Bad Trip 2        | Lui-même       |
| 2013  | Scary Movie 5          | Lui-même       |
| 2014  | Match retour           | Lui-même       |
| 2015  | Les Portes du soleil   | Lui-même       |
| 2015  | Ip Man 3               | Franck         |
| 2017  | China Salesman         | Kabbah         |
| 2017  | Pharmacy Road          | Lui-même       |
| 2017  | Kickboxer : L'Héritage | Briggs         |
| 2018  | Girls 2                | Dragon         |
| 2022  | Vendetta               | Roach          |
| 2023  | Black Flies            | chef Burroughs |
| 2023  | Medellín               | Robbie         |

### Séries télévisées
| Année | Série télévisée                                  | Rôle          |
| ----- | ------------------------------------------------ | ------------- |
| 2010  | Entourage (Saison 7 Épisode 5)                   | Lui-même      |
| 2011  | Breaking In (Saison 1 Épisode 7)                 | Lui-même      |
| 2013  | New York, unité spéciale (Saison 14, épisode 13) | Reggie Rhodes |
| 2013  | How I Met Your Mother (Saison 8 Épisode 16)      | Lui-même      |

### Télé-réalité
| Année | Émission                 | Notes                                                              |
| ----- | ------------------------ | ------------------------------------------------------------------ |
| 2010  | Ballando con le stelle 6 | Invité de la 4e semaine Version italienne de Danse avec les stars  |
| 2011  | Bailando por un Sueño 7  | Abandonne la 2e semaine Pamela Anderson est également candidate    |
| 2016  | VIP Brother 8            | Invité du 23e au 26e jour Version bulgare de Celebrity Big Brother |

### Musique
Mike Tyson apparaît aux côtés de Chance the Rapper sur le titre Iconic extrait de l'album Rebel Heart de Madonna.
Mike Tyson sort un morceau de rap "If you show up" à l'occasion de l'annonce du combat entre Soulja Boy et Chris Brown. Tyson entraînera Chris Brown, tandis que Floyd Mayweather préparera Soulja Boy.
Il apparait dans le clip de Godzilla d'Eminem en 2020.

### Livre
Fin 2013, il sort ses mémoires, La vérité et rien d'autre (édité en France chez Les Arènes).

### Catch
Tyson a été l'arbitre du match de catch (lutte) opposant Shawn Michaels à Stone Cold Steve Austin à WrestleMania XIV en 1998. Il jouait à cette époque le rôle d'un membre de la D-Generation X à la WWE. Le 11 janvier 2010, lors du show WWE Raw, Mike Tyson participe à un match de catch comme partenaire de Chris Jericho contre la D-Generation X. C'est la DX qui remporte le combat après que Tyson s'est retourné contre Jericho. Le 31 mars 2012, il est intronisé au Hall of Fame de la WWE.
Le 23 mai 2020, Tyson participe au show AEW Double or Nothing , pendant le show il remet à Cody le Championnat TNT de la AEW.

### Jeux vidéo
Mike Tyson a prêté son image et son nom très tôt à l'industrie vidéoludique. En 1987, il est ainsi la superstar du jeu Mike Tyson's Punch-Out!! sur la console 8 bits de Nintendo : la NES.
Le pokémon boxeur de la 1re génération, Tygnon, est inspiré de Mike Tyson.
Bien plus tard, en 2000, il réapparaît pour les besoins du titre Mike Tyson Boxing sur PlayStation puis en 2002 sur Game Boy Advance pour la version portable. Cette même année, il est aussi sur les consoles PlayStation 2 et Xbox avec Mike Tyson Heavyweight Boxing.
En 2009, il est l'une des légendes du jeu Fight Night: Round 4 sur PlayStation 3 et Xbox 360. Il est également disponible en précommande ou à l'achat (disponible gratuitement sur Wii) sur WWE '13 sur les consoles Xbox 360, PS3 et Wii en tant que superstar de l'Attitude Era. En 2016, il sera aussi dans le jeu EA Sports UFC 2. Dans le jeu Street Fighter II, l'un des « boss » lui fait allusion, le boxeur « M. Bison », sous entendu Mike Bison (le personnage sera renommé Balrog dans les versions américaines et européennes pour des questions de droits). Le premier Street Fighter possède aussi un boxer afro-américain appelé Mike.

### Série animée
Depuis 2014, Mike Tyson prête sa voix à une série animée dont il est le principal protagoniste : Mike Tyson Mysteries. Diffusée sur Adult Swim, la série reprend le style de Scooby-Doo : Mystères associés. Épaulé de sa fille adoptive, d'un fantôme et d'un pigeon alcoolique, Mike Tyson cherche en effet à résoudre des mystères, le plus souvent paranormaux.

### Autres activités
- Mike Tyson est colombophile : il est passionné par les pigeons depuis l'âge de 9 ans. Depuis les années 2000, il en a élevé jusqu'à plus d'un millier[101]. Cette passion a été révélée dans une émission consacrée à Tyson nommée Taking On Tyson et diffusée sur Animal Planet.
- Lui-même consommateur important de cannabis, Mike Tyson gère une plantation de marijuana et vend des produits qui en sont issus. Ce commerce lui rapporte six millions d'euros par an. En 2023, il ouvre un coffee shop à Amsterdam[102],[103].
- Il soutient Donald Trump lors de l'élection présidentielle de 2016[104] et de celle de 2024[105].

## Vie privée
Durant l'un de ses podcasts Hotboxin' with Mike Tyson, il révèle avoir 40 % d'ancêtres originaires du Congo d'après une analyse effectuée par 23andMe.
En 1988, il est devenu chrétien et a été baptisé à l’Église baptiste de la Sainte-Trinité à Cleveland.
Depuis 1992, Mike Tyson est musulman, après sa conversion à l'islam en prison,.
En outre, en 2013, Mike Tyson a révélé au cours d'une émission télévisée être devenu végétalien après sa retraite de la boxe professionnelle.
Mike Tyson a eu trois épouses, la première est l'actrice Robin Givens (1988-1989), la seconde Monica Turner (1997-2003) et la troisième Lakiha Spicer (depuis 2009). Le 25 mai 2009, sa fille Exodus s'est étranglée avec un cordon pris dans un tapis roulant d’entraînement. Elle est décédée des suites de ses blessures le lendemain. Mike Tyson a une fille prénommée Milan née en 2009, qui joue au tennis.